# Agrostis anadyrensis
Agrostis anadyrensis é uma espécie de gramínea do gênero Agrostis, pertencente à família Poaceae.